# Diplôme d'octobre
Le Diplôme d'octobre (en allemand Oktoberdiplom pour Kaiserliches Diplom vom 20. Oktober 1860 (R.G.Bl. 226/1860) zur Regelung der inneren staatsrechtlichen Verhältnisse der Monarchie) est une loi constitutionnelle autrichienne du 20 octobre 1860. Le système gouvernemental néo-absolutiste qui avait été mis en place en 1851 par la Silvesterpatent avait été un échec politique et militaire en Italie du nord (bataille de Magenta et de Solférino)

## Contenu
Le Diplôme d'octobre est édicté sous forme de manifeste par François-Joseph Ier d'Autriche. Il contient les bases de la nouvelle constitution d'une monarchie constitutionnelle. Rédigé par un conseil de cent membres qualifiés dans les domaines des finances et de l'économie, le texte n'a cependant qu'une importance faible du point de vue législatif. La politique extérieure et tout ce qui concerne la guerre restent également du seul ressort de l'empereur. 
Le texte est un compromis entre les tendances centralistes des populations germanophones et les aspirations fédéralistes des autres nationalités. Il est prévu que les quelques diètes obtiennent une large autonomie vis-à-vis du Conseil d'Empire. Le compromis ne parvient toutefois pas à satisfaire les membres du Parti libéral allemand ni les Hongrois qui réagissent à leur incorporation dans le Conseil d'Empire commun par un refus de payer les impôts. La résistance générale au texte mène quatre mois plus tard à sa révision et à son remplacement par la Patente de février le 26 février 1861.